# Nube a imbuto
In meteorologia, una nube ad imbuto o nel linguaggio specialistico tuba (tu) (dall'analoga parola in latino, con il significato di "tromba"), è una caratteristica accessoria a forma di cono in genere molto allungato formata da goccioline d'acqua condensata, associata ad una colonna di vento in rotazione che discende dalla base della nube (di solito un cumulonembo o un cumulo), non ancora in grado di provocare danni in superficie, sollevare polvere/materiale o provocare effetti ben precisi su una supercie d'acqua.

## Formazione e caratteristiche
Assume una caratteristica forma a cono o imbutiforme che si staglia come una protuberanza dalla base della nube. Questa tipologia di nubi è frequentemente associata con temporali di supercella.
Quando una nuvola ad imbuto raggiunge il suolo, si trasforma in un tornado anche se nella prima fase mantiene ancora la forma imbutiforme. 
La maggior parte dei tornado iniziano come nubi ad imbuto, ma non tutte queste nubi riescono a toccare il suolo e a trasformarsi in tornado. 
Un tornado, inoltre, non ha necessariamente bisogno di avere una nube a condensazione del tipo imbutiforme, soprattutto quando i forti venti ciclonici si verificano in superficie e riescono a collegarsi alla base della nube senza formare un'apparente appendice imbutiforme.
Una nube ad imbuto è chiaramente rilevabile quando passa sopra la testa dell'osservatore. Le sono associati suoni caratteristici che ricordano il ronzio delle api, un muggito, un risucchio o lo scroscio di una cascata.
Nel caso in cui la nube a imbuto tocchi la superficie dell'acqua, il risultato è la formazione di una tromba marina.